# Julien Laidoun
Julien Laidoun (Reims, 24 januari 1980) is een Frans voormalig wielrenner en veldrijder. Hij reed in zijn carrière voor onder meer Ag2r Prévoyance en MrBookmaker.com.
Hij wist geen professionele koersen op zijn naam te schrijven.

## Grote rondes
| Jaar | Ronde van Italië | Ronde van Frankrijk | Ronde van Spanje |
| ---- | ---------------- | ------------------- | ---------------- |
| 2004 |                  |                     | opgave           |